# Mount Sterling, Ohio
Mount Sterling är en ort (village) i Madison County i den amerikanska delstaten Ohio. Vid 2010 års folkräkning hade Mount Sterling 1 782 invånare.